# TT149
La tombe thébaine TT 149 est située à Dra Abou el-Naga, dans la nécropole thébaine, sur la rive ouest du Nil, face à Louxor en Égypte.
C'est la sépulture d'Amenmose, scribe royal de la table du Seigneur des Deux Terres, surveillant des chasseurs d'Amon, qui a usurpé la tombe d'un précédent occupant dont le nom est inconnu.